# 베토벤과 그의 동시대인
루트비히 판 베토벤(Ludwig van Beethoven , 1770-1827)은 그의 생애 동안, 많은 동시대 음악가들과 관계를 즐겼다. 그러나 그의 쉽지 않은 성격 때문에, 동시대 사람들과의 관계의 역사는 논쟁, 오해, 화해로 가득 차 있다.

## 요제프 하이든

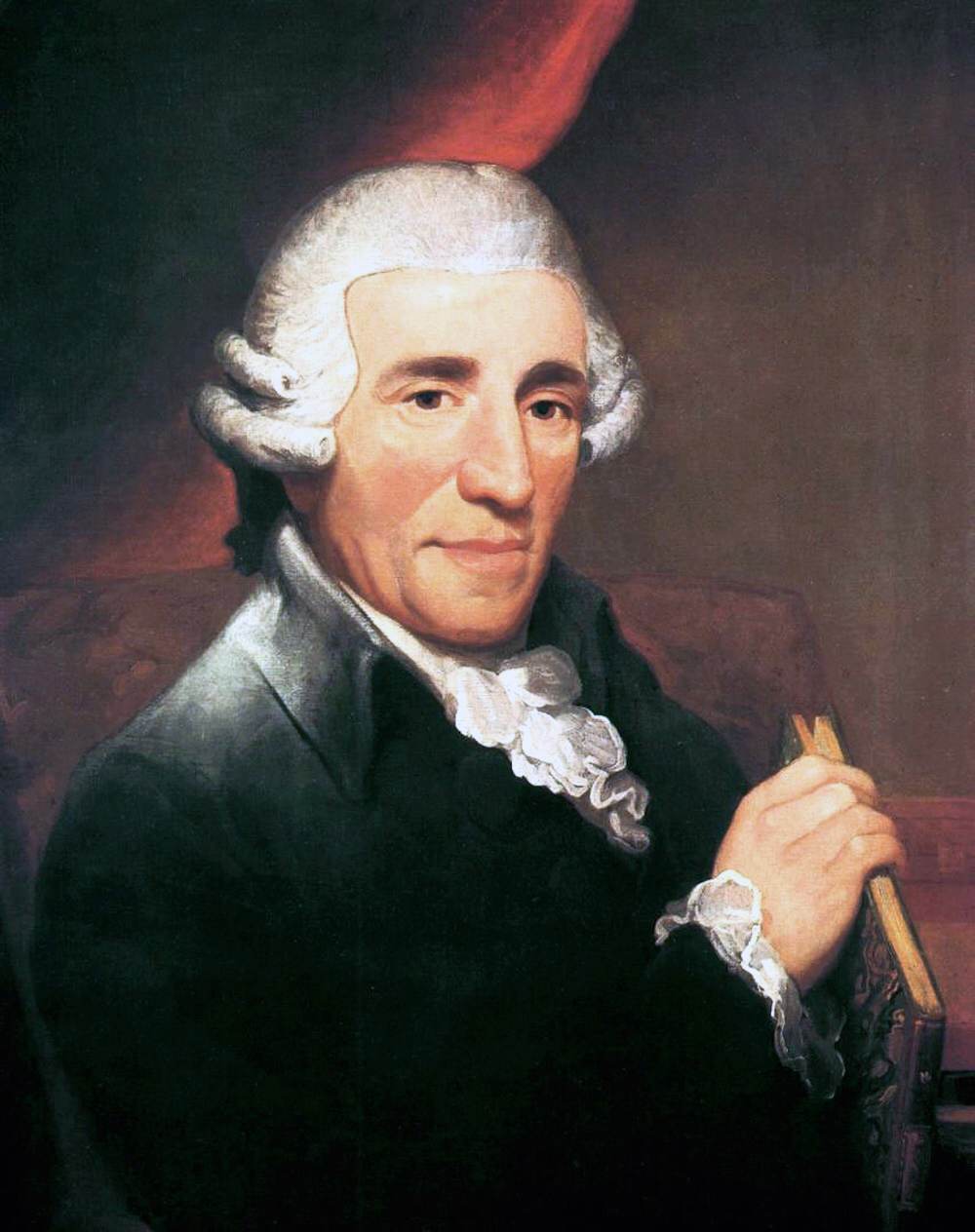
요제프 하이든 (1791년)

아마도 베토벤의 초기 생애에서 가장 중요한 관계, 그리고 확실히 가장 유명한 관계는 오스트리아의 작곡가 요제프 하이든(Franz Joseph Haydn, 1732–1809)과의 관계였을 것이다. 하이든은 1790년 런던으로의 첫 여행 중에 베토벤을 제자로 받아들이는 결정을 내렸을 것이다. 당시는 베토벤이 20세 생일을 조금 넘긴 때(1790년 12월 26일)였다. 젊은 베토벤은 본에서 유명한 요제프 하이든을 처음 만났는데, 하이든과 기획자 요한 피터 살로몬이 하이든이 연주회를 갖게 되는 런던으로 가는 도중에 본에 들른 결과였다. 베토벤은 1792년 7월 하이든의 귀환 여행에서 다시 하이든을 만났다. 베토벤은 황제 요제프 2세의 죽음에 대한 칸타타 악보(황제 요제프 2세의 죽음에 대한 칸타타, WoO 87)와 레오폴드 2세의 즉위에 대한 칸타타 악보(황제 레오폴드 2세의 즉위에 대한 칸타타, WoO O88)를 그에게 보여주었다. 하이든은 베토벤에게 "자네가 빈에 오겠다고 마음을 굳힌다면, 기꺼이 제자로 받아들이겠네."라고 말을 할 만큼 충분히 감명을 받았다. 하이든은 런던으로의 첫 번째 성공적인 항해에서 막 돌아온 후 최고의 명성을 누리 것으로 알려져 있다. 베토벤은 하이든 뿐 아니라 하이든과 지인 관계에 있던 많은 교사 및 작곡가와 함께 수업을 할 수 있었는데, 당시 빈에서 뛰어난 이론가로 통하던 요한 알브레히츠베르거(Johann Georg Albrechtsberger, 1736–1809)로부터 화음, 대위법 등을 배웠고, 모차르트의 연적으로 알려진 안토니오 살리에리(Antonio Salieri, 1750–1825)로부터 성악곡 작곡을 배웠다. 
하이든은 요한 요제프 푹스(Johann Joseph Fux, 1660 - 1741)의 1725년 대위법 교재 Gradus ad Parnassum ("파르나소스 산으로 오르는 계단")을 바탕으로 학생의 작곡 연습을 배정했었으며 그러한 증거도 있다. 그러나 하이든이 1년 반여의 두 번째 여행을 마치고 돌아온 후에 두 사람의 관계가 악화되었다. 1795년 8월 베토벤은 런던에서 막 돌아온 하이든과 함께 리히노브스키 공작의 살롱에서 새로 작곡한 세 개의 피아노 삼중주, 작품번호 1을 연주했다. 63세의 하이든은 피곤했다. 런던 여행으로 인해 지쳐 있었고 그는 완수해야 할 지독한 위임을 받았다. 세 개의 삼중주는 연주회에서 1시간 30분 이상의 음악으로 구성된다. 세 번째이자 마지막 삼중주가 끝날 무렵 하이든은 심각하게 피곤했다. 베토벤은 서둘러 스승에게 가서 자신의 작품에 대해서 어떻게 생각하는지 물었다. 하이든은 출판되기 전에 세 번째 삼중주가 더 많은 작업이 필요하다는 점을 시사했다. 베토벤은 소름이 끼쳤다. 그리고 그는 하이든의 비판을 결코 잊지 않았다. (역설적으로 음악학자들은 오늘날 세 번째 삼중주를 세 개의 삼중주 중 최고로 평가한다.) 그렇다고 두 사람의 사이가 심하게 틀어지는 일은 없었다. 현대의 설명에 따르면, 이 문제는 베토벤의 첫 작품인 세 개의 피아노 삼중주, 작품번호 1가 출판되면서 가장 두드러지게 부각되었다. 이 젊은 작곡가를 돕고 싶어, 하이든은 베토벤이 그(하이든)의 상당한 명성으로부터 이점을 얻도록 그(베토벤)의 이름 아래에 "하이든의 문하생"이라는 문구를 포함시킬 것을 제안했다. 하이든이 베토벤에 대해 호의적인 태도를 보인 증거에는 일반적으로 강력한 증거가 있는데, 여기에는 두 번째 런던 여행에 제자를 데리고 가는 것에 대한 관심, 하이든이 베토벤의 초기 후원자인 퀼른 선제후, 오스트리아의 대공 막시밀리안 프란츠(Maximilian Franz Xaver Joseph Johann Anton de Paula Wenzel, 1756–1801)에게 보낸 개인적인 서신이 포함된다.
그러나 베토벤은 그의 삶의 여러 시점에서 하이든에 대한 악의를 품고 있었던 것 같다. "하이든의 문하생"이라는 문구를 포함하자는 제안에 베토벤은 고개를 갸우뚱 했다. 페르디난트 리스(Ferdinand Ries, 1784–1838)가 남긴 기록에 따르면, "베토벤은 그의 말대로 하이든으로부터 어떤 가르침을 받았음에도 불구하고 그에게서 중요한 것을 배운 적이 없었기 때문에, 하이든의 제안을 받아들일 생각이 없었다"고 한다. 세 개의 피아노 삼중주, 작품번호 1이 초래한 악감정은 첫 연주회에서 도를 더하게 했다. 객석에 배석한 하이든은 이 음악이 대중의 호응을 얻지 못할 것으로 의심해 c 단조 삼중주(작품번호 1의 세 번째 삼중주)의 출판을 반대하여 권고한 것으로 알려졌다. 베토벤은 c 단조 삼중주를 세 개의 삼중주 중 최고로 여겼고 하이든의 충고를 부러움의 표시로 해석했다. 그러나 그럼에도 불구하고 베토벤과 하이든은 1809년 하이든이 사망할 때까지 비교적 좋은 관계를 유지했다. 베토벤은 하이든의 76번째 생일을 기념한 연주회에도 참석했는데, 여기에서 그는 "하이든 앞에 무릎을 꿇고 옛 스승의 손과 이마에 열렬히 키스했다"고 한다. 하이든의 빈에서의 높은 명성은 베토벤이 공개적으로 적대감을 갖기 어렵게 만들었다. 그러나 또한 하이든은 베토벤의 호의를 얻는 데 주로 성공한, 특성을 갖고 있는 베토벤의 작품에 대해서 진심으로 감탄하고 있었다. 메이너드 솔로몬(Maynard Elliott Solomon, 1930– 2020)은 베토벤의 유명한 전기에서 "말년에 베토벤은 모차르트와 바흐의 동등한 존재로, 그를 존경의 관점에서 그의 옛 스승을 영락없이 입 밖에 냈다"고 언급했다.
당시 하이든이 베토벤에게 아무것도 가르쳐주지 않았다고 하는 것은, 도저히 믿어지지 않지만 하이든의 느긋하고 여유있는 성격을 생각해보면 누군가에게 가르친다는 일이 적성에 맞았던 것은 아니었던 것 같다. 그런데다 가르치는 상대가 젊은 혈기에 급한 성격으로 알려진 베토벤이었으니 서로 맞지 않았음은 당연하지 않았을까 싶다. 피아노 삼중주 사건으로 두 사람의 관계가 크게 긴장되지 않았다는 증거는 베토벤이 다음 작품(세 개의 피아노 소나타 세트, 작품번호 2)을 하이든에게 헌정했을 때 이미 나왔다. 베토벤 쪽에서 말하자면 하이든은 과거의 업적을 놓고 볼 때 역시 위대한 대선배였다. 단지 그는 자신의 향학열을 만족시켜주지 않은 것에 대한 불만을 가졌을 뿐이었다. 또 누구도 따라올 수 없는 지위와 연륜을 갖춘 하이든 쪽에서 볼 때도 신출내기 청년 음악가의 불평이나 불만 따위에 일일이 대응하여 신경을 쓸 필요가 없었다. 그런 사정이 두 사람 간의 돌이킬 수 없는 불화를 막아준 것이라고 여겨진다.
베토벤은 그 당시에 피아노 삼중주 1–3번, 작품번호 1과 피아노 소나타 1–3번, 작품번호 2를 작곡한 것 외에도 출판되지 않은 상당수의 곡을 그는 작곡하였는데, 그러한 작품들은 오늘날 대부분 WoO 번호로 분류된다. 그의 작품은 볼 수록 작곡 양식이 성숙해지고 범위가 넓어지고 있음을 보여주는데, 음악학자들은 1791년에 쓴 어느 변주곡 집에서 그의 교향곡 3번의 주제와 비슷한 부분이 있음을 찾아낸 바 있다.

## 볼프강 아마데우스 모차르트

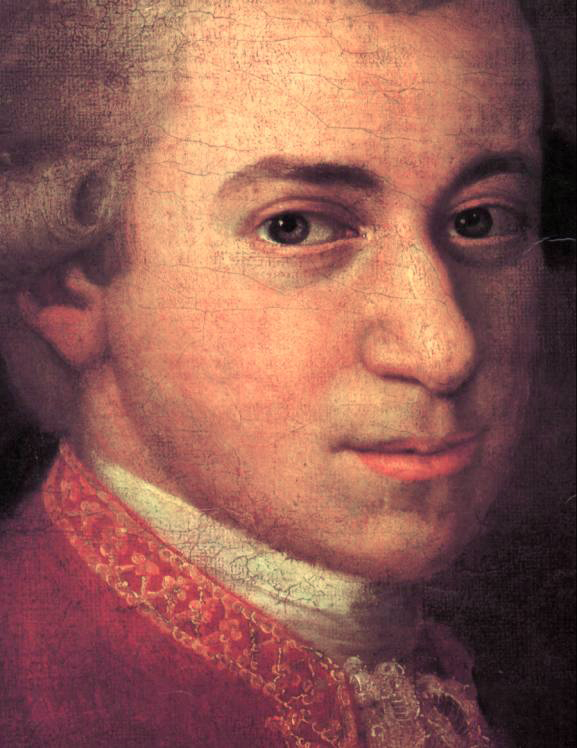
볼프강 아마데우스 모차르트 (1780-81년 경)

볼프강 아마데우스 모차르트(Wolfgang Amadeus Mozart, 1756–1791)는 1787년 당시 16세의 베토벤이 처음 빈을 방문했을 때 이미 빈에서 뛰어난 작곡가였고 유명한 작곡가였다. 두 사람은 베토벤이 그곳에 머무는 동안 만났다고 하는 일화가 전해진다. 베토벤은 1787년 초에 분명히 빈을 방문했지만 정확한 날짜는 알 수 없다. 쿠퍼는 그가 4월 초에 도착, 3주 후에 떠났다고 말한다. 반면 하벌은 1월에 도착, 3월이나 4월에 떠났다고 말하고 있는데, Regensburgische Diarium ("레게스부르크적 신문")에 이에 대한 증거가 있다. 베토벤이 본으로 돌아온 것은 적어도 부분적으로는 그의 어머니의 건강 상태에 의해 촉발되었다(그녀는 그해 7월 결핵으로 사망했다). 그의 아버지는 알코올 중독으로 거의 무능력했고, 베토벤에게는 두 명의 남동생이 있었기 때문에 가족을 부양하기 위해 집으로 돌아가야 했을 수도 있다. 베토벤의 방문에 대한 서면 문서는 드물다. 두 작곡가가 만났을 수도 있다. 하벌의 연대는 이것이 일어날 수 있었던 약 6주의 기간을 의미한다(모차르트는 1787년 초에 프라하에 있었다).
19세기 전기 작가 오토 얀(Otto Jahn, 1813–1869)은 "베토벤이 모차르트의 요구에 따라 그의 앞에서 즉흥적으로 작곡하고 연주를 했다"는 일화를 전하면서 "믿을만한 정보통에 의해 빈으로부터 내게 전달되었다"고만 언급했다. 현대 문서(베토벤이나 모차르트가 쓴 편지나 베토벤의 동시대 사람들의 추억 등)는 그 이야기를 확증하지 못하며, 현대의 학문은 그 이야기를 믿지 않는다; 당시의 모차르트는 오페라 돈 지오반니의 작곡에 전념하고 있어서 사소한 방문객은 잘 만나주지도 않았던 터라 당시에는 유명하지 않은 시골청년 베토벤에게 관심을 보였을 리 없고, 모든 이야기는 사람들의 상상이 지어낸 이야기에 불과하리라는 것이 근래의 통설이며 국제 음악계에서도 사실로 받아들이고 있지 않다. 이것을 증명해 줄 만한 물질적인 증거가 없기 때문이다.
오토 얀은 전하고 있는 일화는 다음과 같다: 베토벤이 16살이 되던 해인 1787년, 오스트리아의 수도인 빈으로 여행을 떠난다. 그 여행의 목적이 베토벤 자신은 모차르트를 만나기 위해서라고 단정짓고 있지만, 꼭 그것 때문 만은 아니었다. 이때까지 접해보지 못했던 새로운 자연과 새로운 음악을 접하고 싶은 마음도 충분히 내재하고 있었을 것이다. 모차르트는 베토벤이 만나고 싶다는 청을 듣고 거절할 마음도 있었지만, 베토벤의 고향인 본에서 유명한 작곡가라는 말에 베토벤을 만나게 된다. 모차르트의 요구에 의해 베토벤은 즉흥곡을 연주했는데, 모차르트는 베토벤이 그것을 암기하고 치는거라 여기고 별로 탐탁치 않게 생각했다. 그러자 베토벤은 평상시에 가장 자신감에 차 있었던 즉흥 실력을 모차르트에게 보여주기 위하여 모차르트에게 즉흥곡 주제를 연주하겠다고 요청한다. 흥이 일기만 하면 즉흥 연주에 뛰어난 솜씨를 자랑하던 그였고, 베토벤의 뛰어난 연주는 모차르트를 감탄시키기에는 너무나 충분하였다. 그 즉흥곡을 듣고, 모차르트는 여러 친구들이 모여있는 옆방으로 뛰어가 이렇게 외쳤다. "저 사내를 잘 지켜보게, 나보다 유명하게 될 존재가 나타났다네."

## 프란츠 슈베르트

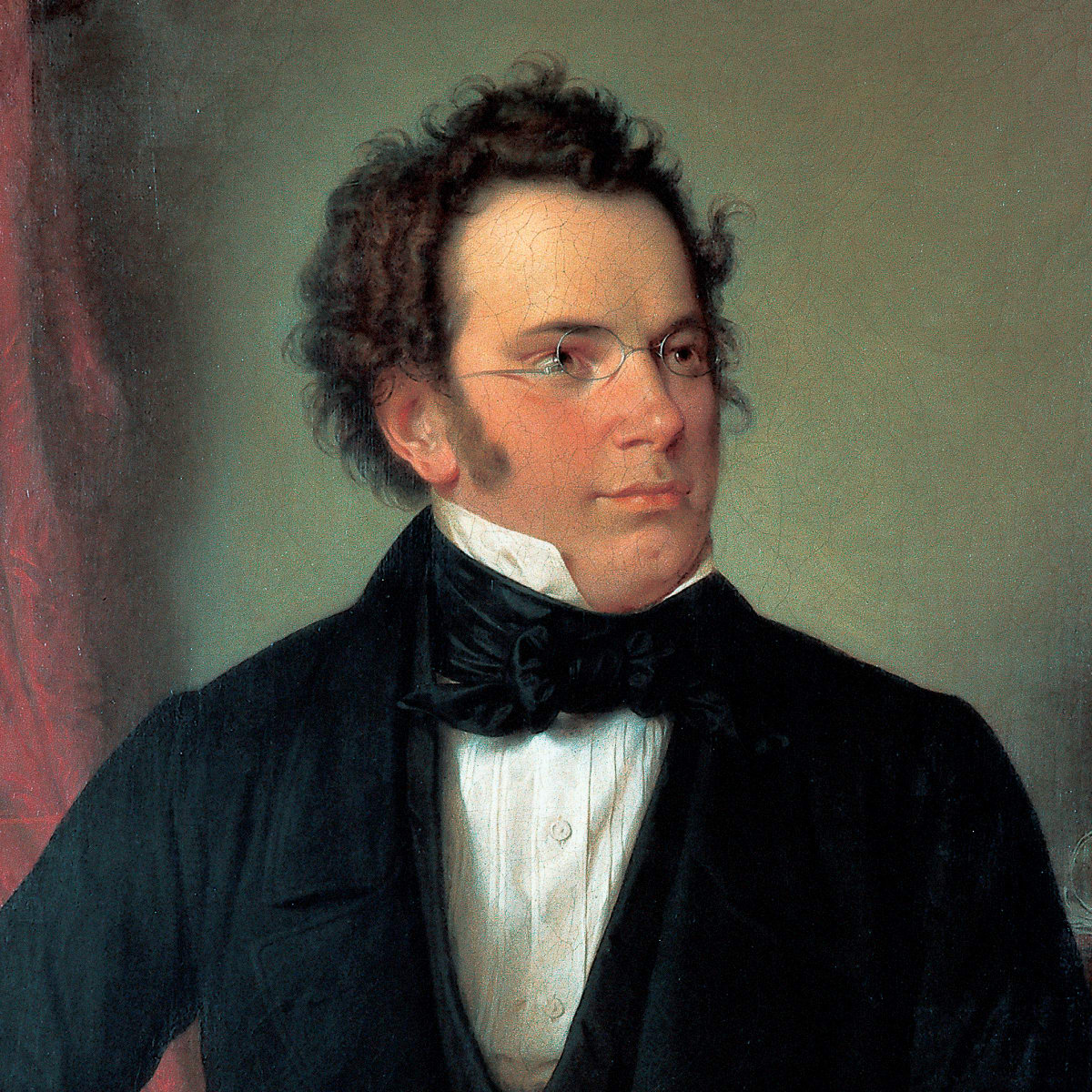
프란츠 슈베르트 (1825년 경)

프란츠 슈베르트(Franz Schubert, 1797–1828)는 베토벤의 인기가 절정에 달하는 동안 빈에서 짧은 인생의 대부분을 살았다. 그는 어렸을 때부터 베토벤의 음악에 노출되었으며 그의 작품 중 일부는 베토벤의 비슷한 작품들과 주제적 유사성을 담고 있다. 슈베르트와 베토벤은 모두 같은 도시에 살았고 슈베르트는 베토벤을 최고로 존경했지만 대부분의 시간 동안 서로 다른 사회 집단에서 움직였다. 그들의 첫 만남은 1822년에 출판인 안톤 디아벨리(Anton Diabelli, 1781–1858)와 함께 슈베르트가 베토벤을 방문했을 때였다. 슈베르트는 베토벤에게 프랑스 노래 주제에 의한 8개의 변주곡(작품번호 10, D. 624)을 헌정했으며, 악보 한 부과 함께 헌정인에게 증정하는 것을 원했다. 슈베르트는 인터뷰 도중 분명히 긴장했다. 연장자가 작품 안에서 작은 문제를 지적했을 때 거의 모든 평정을 잃었다. 이 이야기는 안톤 쉰들러에 의해 설명된 것으로 쉰들러가 베토벤의 신뢰할 수 없는 전기 작가로 알려져 있기 때문에 진위를 확실히 알 수는 없다. 슈베르트의 친구 요제프 휘텐브렌너(Josef Hüttenbrenner, 1796-1882)에 의하면, 슈베르트가 찾아갔을 때 베토벤은 집에 없었으며 그 변주곡은 그 집 직원에게 남겨졌다고 주장한다. 그러나 Allgemeine Musikalische Zeitung ("일반음악신문")의 출판인 요한 프리드리히 로흘리츠(Johann Friedrich Rochlitz, 1769–1842)는 1822년에 있었던 그의 슈베르트와의 만남에 대해 회고, 슈베르트가 베토벤을 포함하여 로흘리츠와 함께 논의를 가졌다고 주장하고 있으며, 회의의 다른 세부 사항을 설명했다.
1827년 베토벤이 임종을 앞두고 있을 때, 쉰들러는 베토벤에게 주의를 분산시키기 위해 슈베르트의 여러 노래에 대한 원고를 주었다. 쉰들러에 따르면 베토벤은 그가 본 것의 양과 질에 놀랐으며, "슈베르트에게는 진심으로 신의 불꽃이 있네."라고 주장했다. 슈베르트는 베토벤의 임종 시에 그를 한 번 이상 방문했을 것이라고 여겨진다. 한 번은 슈베르트가 안젤름 휘텐브렌너(Anselm Hüttenbrenner, 1794–1868)와 함께 찾아갔을 때 베토벤은 "당신, 안젤름은 내 마음을 가졌지만 프란츠는 내 영혼을 가졌네."라고 언급했다. 슈베르트는 베토벤의 장례식에서 성화 봉송 주자 역할을 했다.

## 노트
- Duncan, Edmondstoune (1905). 《Schubert》. J.M. Dent & Co.